# Fundulus bermudae
Fundulus bermudae är en fiskart som beskrevs av Günther, 1874. Fundulus bermudae ingår i släktet Fundulus och familjen Fundulidae. Inga underarter finns listade i Catalogue of Life.